# Dalibor Pandža
Dalibor Pandža (Sarajevo, 23. ožujka 1991.) bosanskohercegovački je nogometaš koji trenutačno nastupa za sarajevski Olimpik.
Ponikao je u nogometnoj školi FK Sarajevo gdje je i odigrao 12 utakmica za prvu ekipu, a 2009. godine pridružio se Lokomotivi, iako ga je i Hajduk želio dovesti u svoje redove.
Igra na pozicijama središnjeg i krilnog napadača.

## Vanjske poveznice
- Profil na Transfermarktu
- Profil na Soccerwayu